# Бил Муми
Бил Муми (на английски: Bill Mumy, на английски се изговаря по-близко до Мууми) е американски телевизионен и филмов актьор, роден на 1 февруари 1954 г. в Сан Габриел, Калифорния. 

## Биография
Участва в телевизионни сериали като „Вавилон 5“, „Зоната на здрача“, „Изгубени в Космоса“ и „Стар Трек: Космическа станция 9“. Известни заглавия от филмовата му кариера са „Зоната на здрача: Филмът“ и „Капитан Америка“. Муми озвучава и редица анимационни сериали като „Скуби Ду“ и „Батман“.

## Избрана филмография

### Кино
| година | филм                     | оригинално заглавие      | роля                    | режисьор        |
| ------ | ------------------------ | ------------------------ | ----------------------- | --------------- |
| 1973   | Пеперудата               | Papillon                 | Лариът                  | Франклин Шафнър |
| 1983   | Зоната на здрача: Филмът | Twilight Zone: The Movie | Тим                     | екип            |
| 1990   | Капитан Америка          | Captain America          | Младият генерал Флеминг | Албърт Пюн      |

### Телевизия
| година | филм                            | оригинално заглавие | роля | бележки    |
| ------ | ------------------------------- | ------------------- | ---- | ---------- |
| 1998   | Диагноза убийство               |                     |      | 1 епизод   |
| 1998   | Стар Трек: Космическа станция 9 |                     |      | 1 епизод   |
| 1998   | Вавилон 5                       |                     |      | 73 епизода |
| 2003   | Зоната на здрача                |                     |      | 1 епизод   |
| 2006   | Среща с Джордан                 |                     |      | 1 епизод   |